# ولسوالی دانگام
دانگام  یکی از ولسوالی‌های ولایت کنر در جنوب خاوری افغانستان است. جمعیت این ناحیه نزدیک به ۱۵،۵۰۹ نفر اعلام شده است.

## منبع‌ها
- مشارکت‌کنندگان ویکی‌پدیا. «Kunar Province». در دانشنامهٔ ویکی‌پدیای انگلیسی، بازبینی‌شده در ۲۱ بهمن ۱۳۹۰ خورشیدی.